# Autotechnica Fleet Services
Autotechnica Fleet Services este o companie de leasing operațional din România.
Este deținătoare a francizei Hertz International și promotoarea brandului Hertz Lease pe piața românească.
Hertz Lease a încheiat anul 2007 cu o flotă de 530 autoturisme, iar în 2008 deținea circa 1.200 de unități.
Autotechnica Fleet Services este deținută de compania greacă Autohellas ATEE, care gestionează o flotă de 26.500 de mașini, prin intermediul a 115 puncte de lucru.
Cifra de afaceri în 2007: 2,58 milioane lei (716.000 euro)